# Wennefer (30. Dynastie)
Wennefer (auch Onnophris; griechisch Onuphrios, Ονούφριος) war während der 30. Dynastie ein aus Behbeit el-Hagar stammender altägyptischer Priester und Arzt. Sein Sarkophag wurde in Sakkara entdeckt und befindet sich zurzeit im Metropolitan Museum of Art (Nr. 11.154.1) zu New York. 

## Hintergrund
Er war der Sohn des Painmu und trug unter anderem die Titel „Prophet des Falken Nechethorheb“ und „Vorsteher der Beschwörer der Serket“. Wennefer war daneben „Priester der Isis“. Hermann de Meulenaere vermutet ihn als Vater des Wesirs Harsiese. Gegen die Vaterschaft des Harsiese spricht jedoch die Beziehung zu Nechethorheb. 
Ähnlich wie Udjahorresnet verfasste Wennefer eine Autobiografie. In ihr berichtet er, 359 v. Chr. mit Tachos am Feldzug gegen die Perser in Phönizien beteiligt gewesen zu sein. Zunächst wurde er des Verrats verdächtigt. Später sei Wennefer jedoch hinsichtlich der falschen Beschuldigungen rehabilitiert worden. Da die Inschrift nur bruchstückhaft erhalten geblieben ist, können die Zusammenhänge von den Ägyptologen nicht sicher interpretiert werden. So bleibt beispielsweise unklar, ob Wennefer gemeinsam mit Tachos zu Artaxerxes II. oder erst später alleine zu Artaxerxes III. gelangte. Nach seinem Besuch kehrte Wennefer vom persischen Großkönig zurück nach Ägypten. Da die Gründe für Wennefers Reise zum persischen Königshof nicht sicher erschlossen werden konnten, ist diesbezüglich ebenfalls keine eindeutige Aussage möglich.

## Sarkophag des Wennefer
Der Sarkophag aus Sakkara gehört heute zur Sammlung des Metropolitan Museum of Art in New York mit den Inventarnummern 11.154.1a und 11.154.1b:

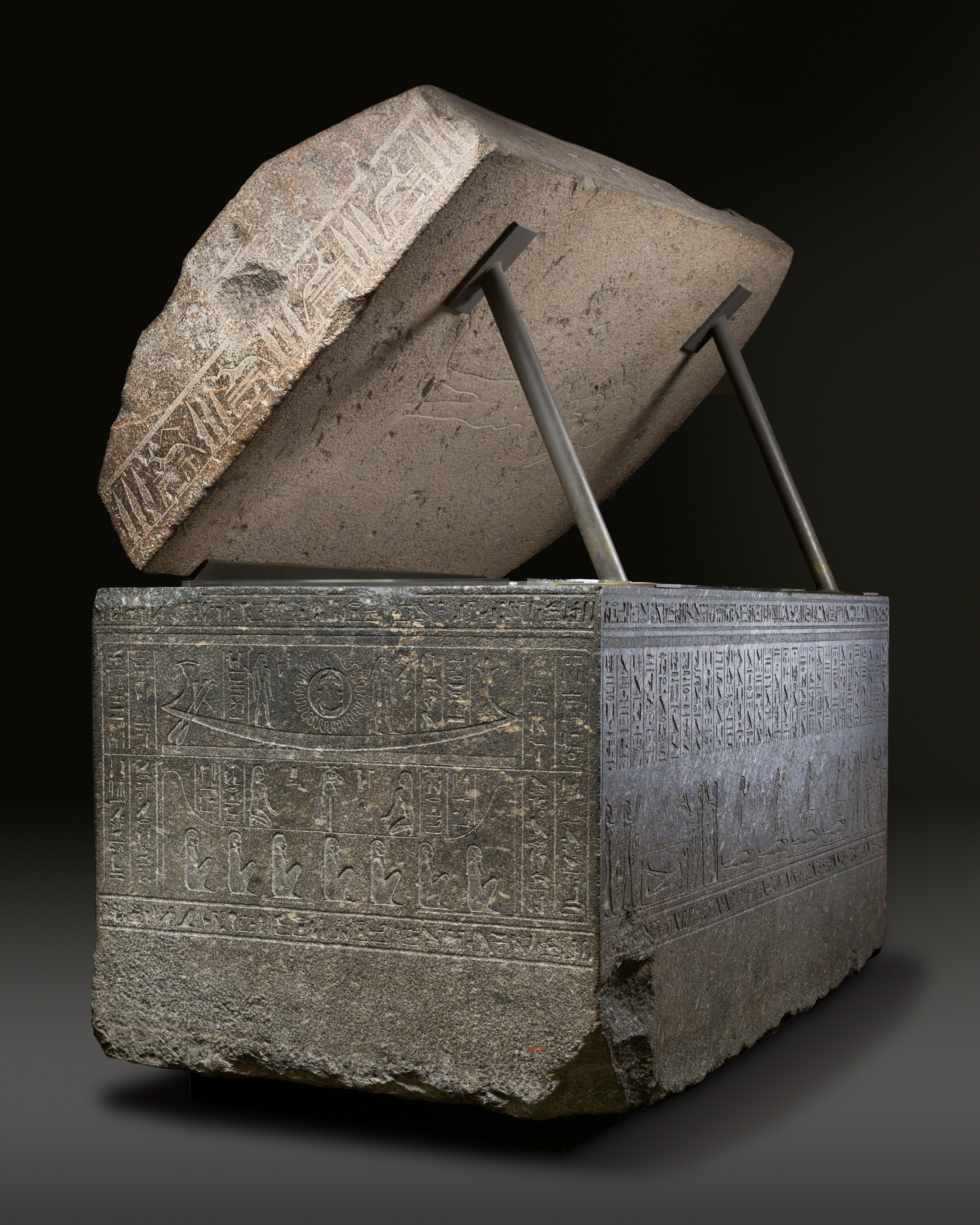
Sarkophag
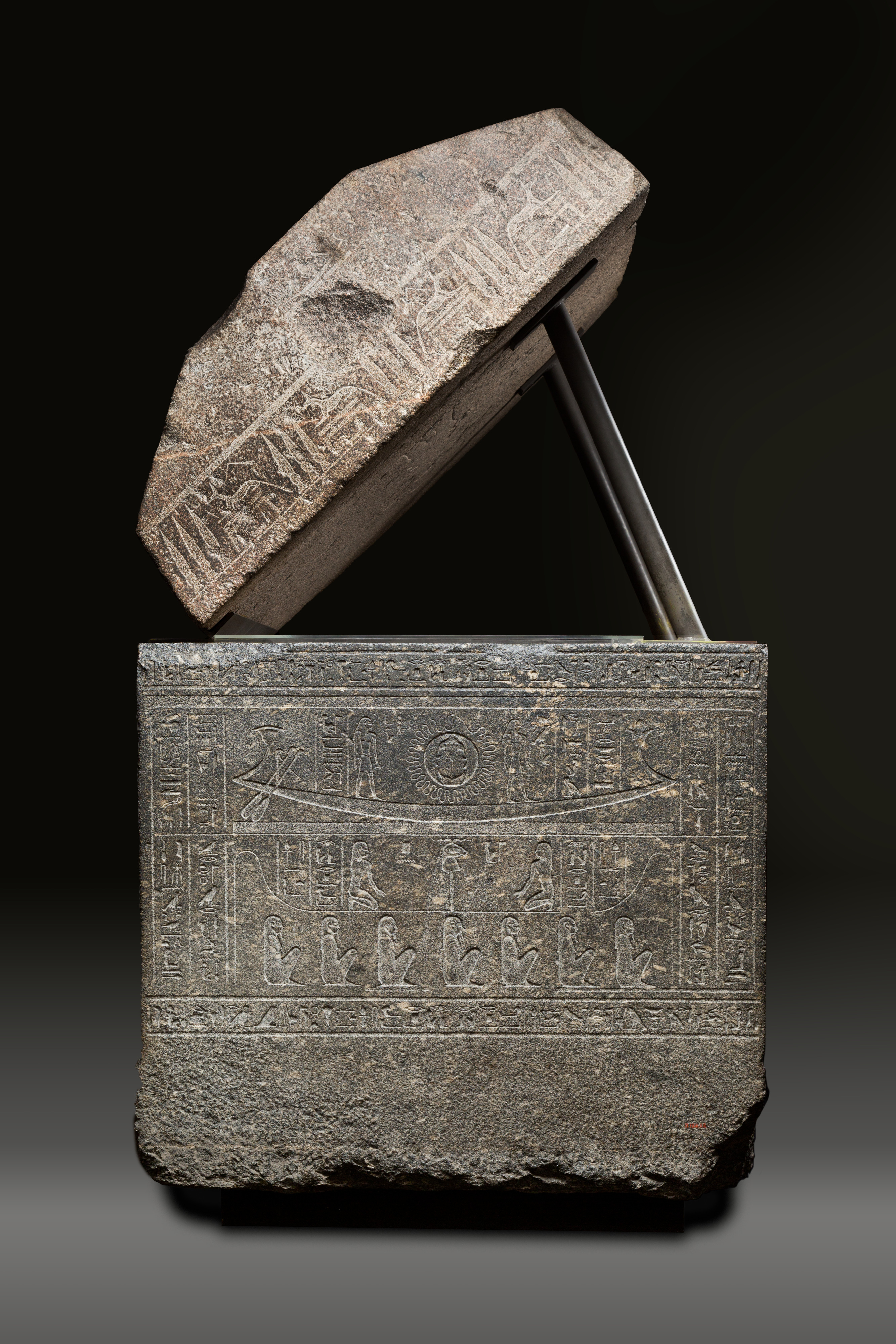
Sarkophag
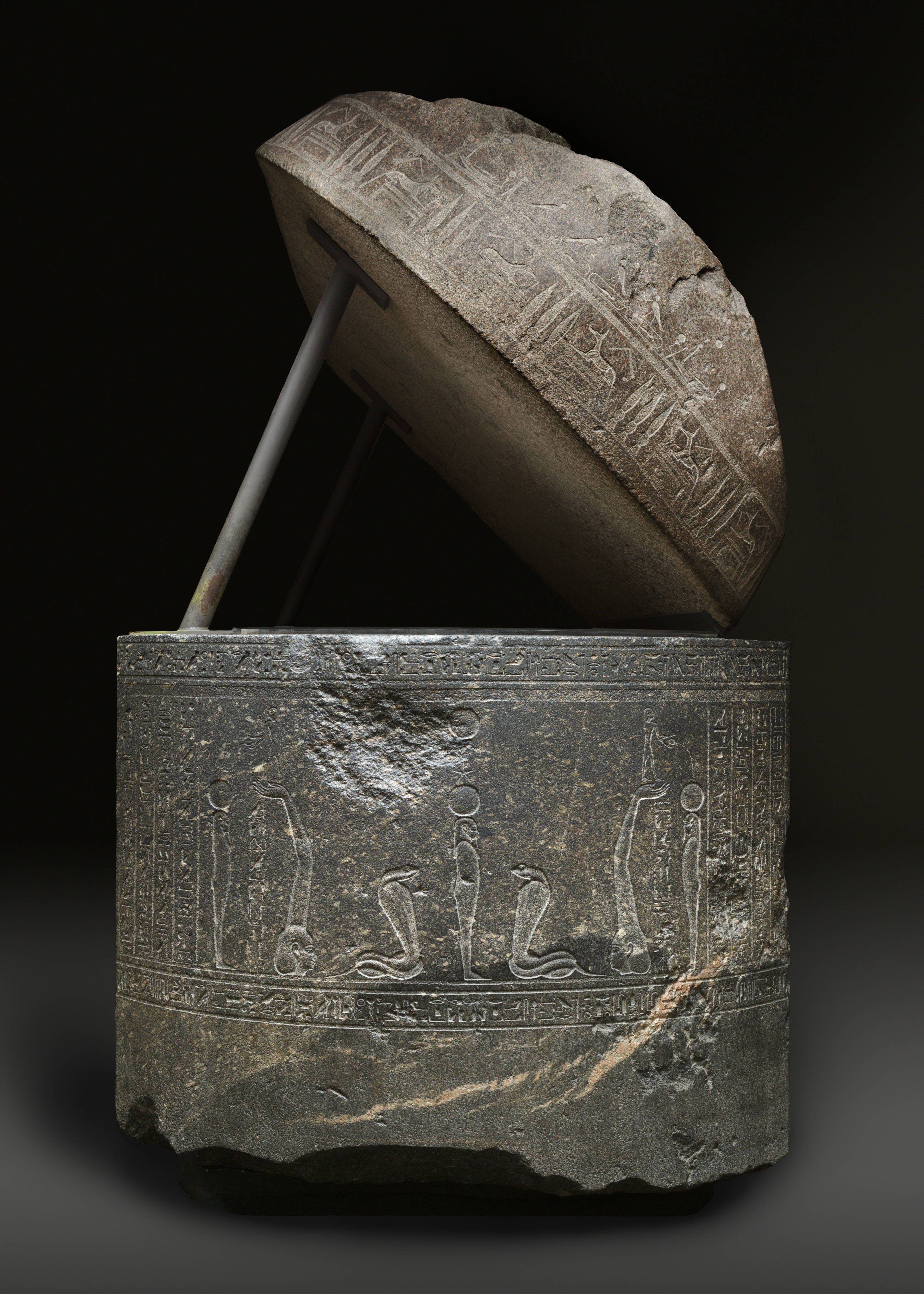
Sarkophag
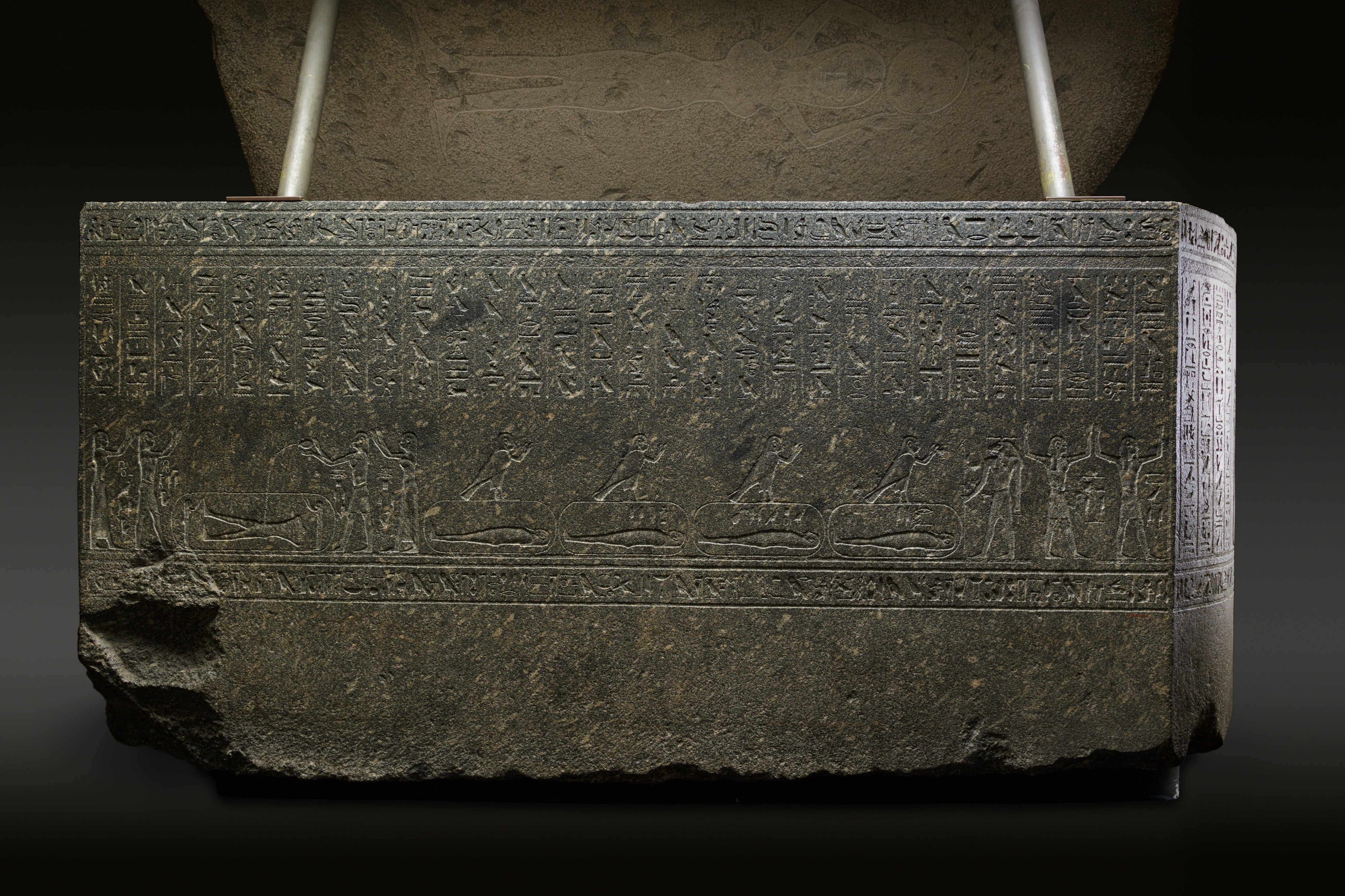
Sarkophag
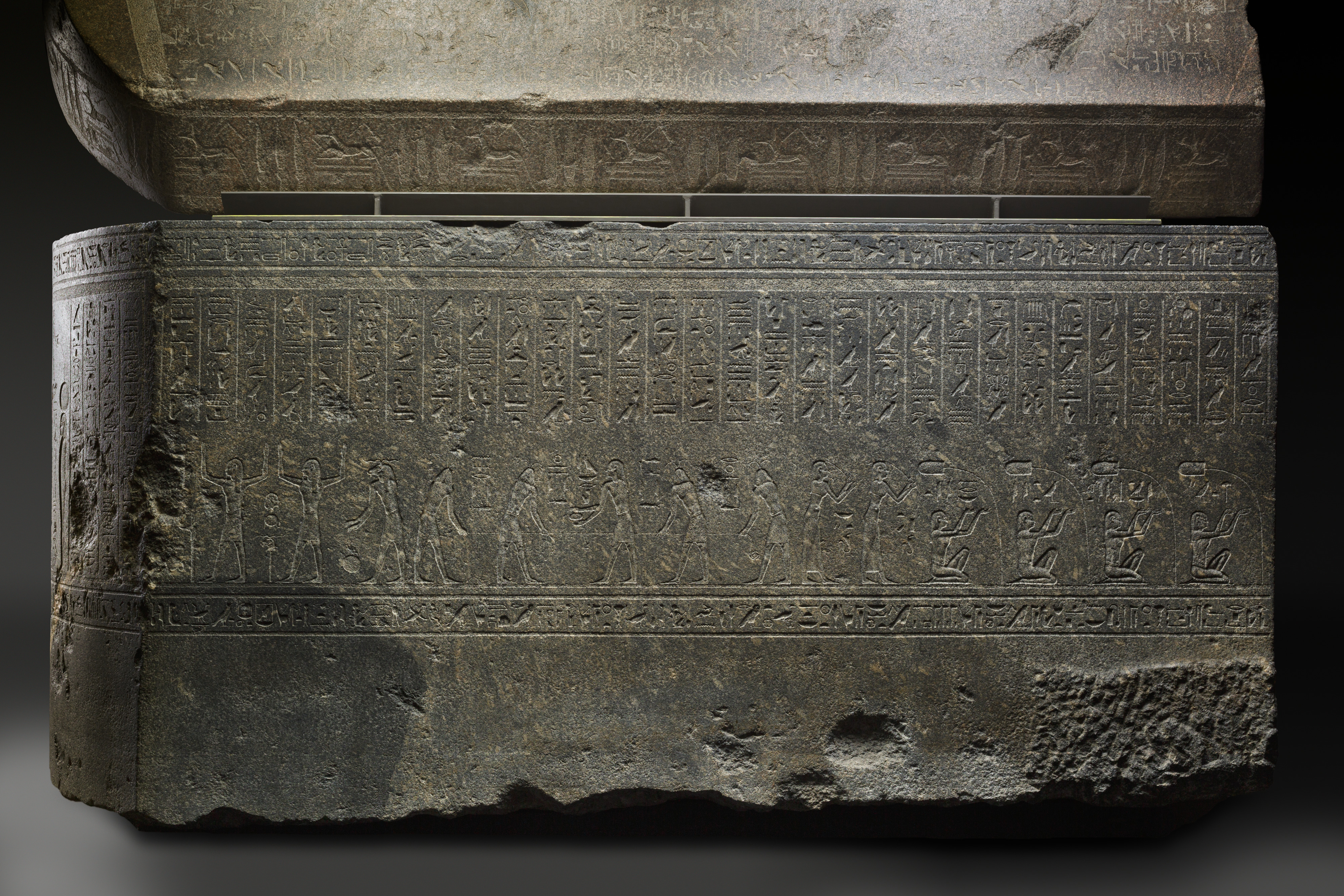
Sarkophag
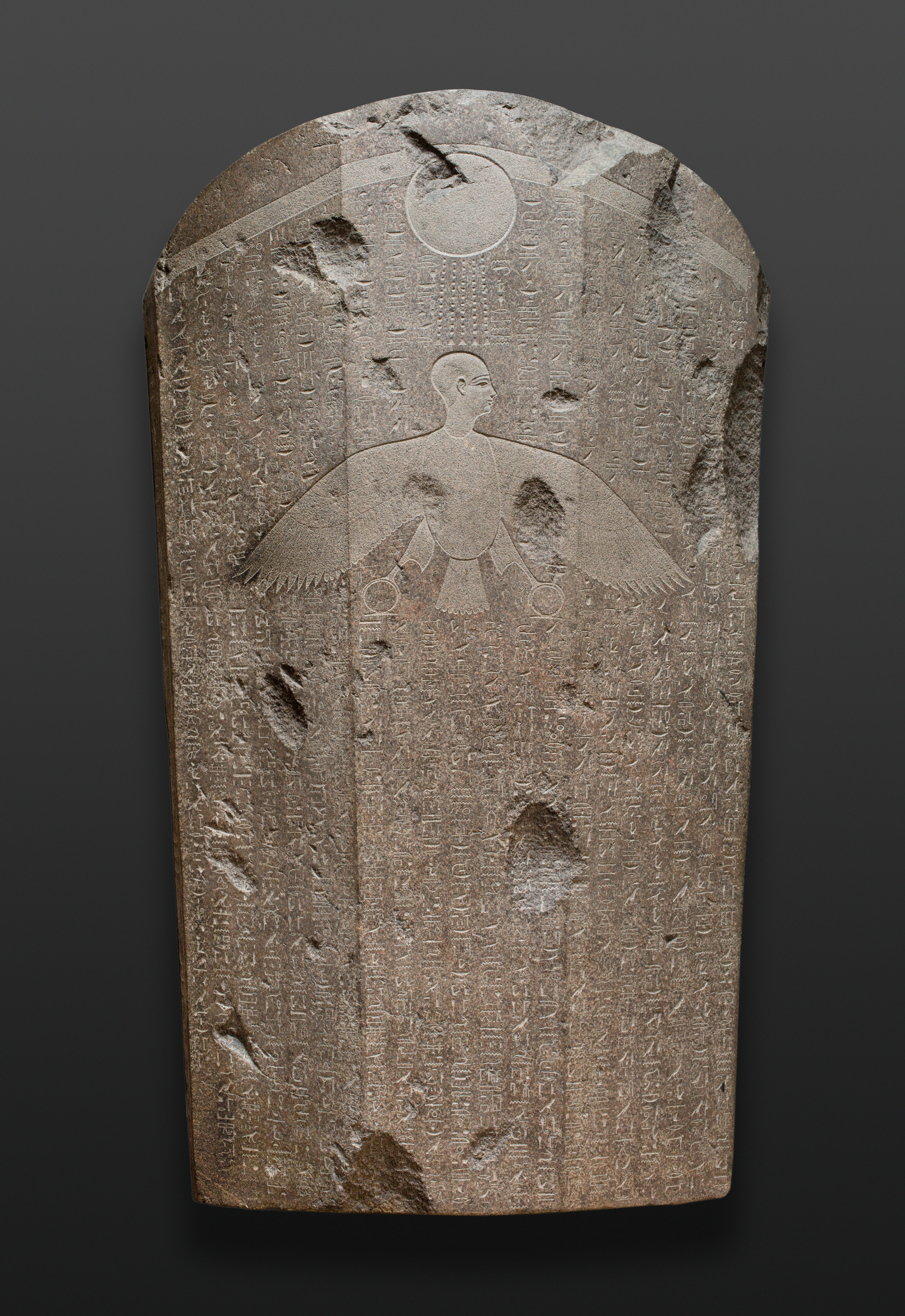
Deckel